# 金属元素
金属元素（きんぞくげんそ）は、金属の性質を示す元素のグループである。周期表の第1族～第12族元素は水素を除いてすべて金属元素であり、第13族以降にも金属元素が存在する。金属と非金属の中間的な性質を示す元素もあり半金属と呼ばれる。
周期表の族により
| 第1族                                    | アルカリ金属     |
| 第2族                                    | アルカリ土類金属 |
| 第3族～第11族 (第12族を含めることもある) | 遷移元素         |

とも呼ばれている。
金属元素は金属としての物性を有するほかに、化学的には
- 電気陰性度が2未満で、陽イオンになりやすい。
- 酸化物のうち酸化数の低いものは塩基性を示す。

という性質を持つものが多い(例外も少なくない)。化学式で金属一般を表す場合にはMという略号で表すことが多い。